# Orchestral Manoeuvres in the Dark
Gli Orchestral Manoeuvres in the Dark (spesso abbreviato in OMD o OMITD) sono un gruppo synth pop britannico fondato nel 1978 e tuttora attivo, dopo la rottura alla fine degli anni Ottanta, cambi di formazione e la riconciliazione fra i membri fondatori nel 2010, dando spazio ad una nuova fase creativa.

## Storia del gruppo

### Gli esordi
Uniti da una passione per la musica stile Krautrock (quella dei Neu! e dei Kraftwerk in particolare), i due amici della zona del Wirral, Andy McCluskey e Paul Humphreys cominciano a comporre a suonare insieme nel 1977, formando il complesso The Id (l'Io freudiano). Composto da diversi membri, il gruppo avrà vita breve, ma fa in tempo a registrare alcuni brani demo fra cui "Electricity", "The Misunderstanding" e "Julia's Song". Dopo lo scioglimento dei The Id McCluskey farà parte dei Dalek I Love You, altro gruppo attivo nella vivace scena di Liverpool all'epoca, prima di riunirsi di nuovo con Humphreys per formare gli Orchestral Manoeuvres in the Dark nel settembre del 1978. Anche questo progetto era considerato inizialmente di breve durata. Tuttavia il duo, insieme ad un terzo membro, un registratore chiamato "Winston", ottengono un discreto successo con performance all'Eric's Club di Liverpool, e successivamente con il loro primo singolo, una nuova versione di "Electricity" con lato B "Almost" per la Factory Records di Manchester, uscito a maggio del 1979.
Poco dopo la pubblicazione del primo singolo, gli Orchestral Manoeuvres in the Dark passano all'etichetta Dindisc, una sussidiaria della Virgin Records. L'occasione di esporre il gruppo ad un grande pubblico viene a settembre del 1979 con l'assegnazione come gruppo supporter per il tour di Gary Numan, una delle popstar più popolari del momento in Gran Bretagna. Il singolo "Electricity" viene prontamente ripubblicato dalla Dindisc in una versione prodotta da Martin Hannett, già produttore dei Joy Division. Ad agosto viene trasmessa una session registrata per la trasmissione radiofonica di John Peel per la BBC, trampolino di lancio per molti complessi della scena musicale alternativa all'epoca.

### I primi successi
Travolti dall'aumento di interesse da parte del pubblico ma anche dalla critica, Humphreys e McCluskey si affrettano a registrare il loro primo LP nei propri studi di registrazione "The Gramophone Suite" a Liverpool. Uscito a febbraio del 1980, l'album eponimo mette insieme dieci brani, molti già provati nei live degli anni precedenti, ed avrà un discreto successo anche in classifica, arrivando al 27º posto in Gran Bretagna. Seguirà un tour promozionale, toccando anche i paesi del Benelux, aumentando la formazione a quattro con Dave Hughes alle tastiere e Malcolm Holmes (già membro dei The Id) alla batteria e percussioni. Ad aprile, per una nuova session per John Peel, vengono presentati due brani inediti "Enola Gay" e "Motion and Heart". A maggio esce un nuovo singolo per la Dindisc, una nuova versione di "Messages", uno dei brani più interessanti dell'album di debutto, questa volta prodotto da Mike Howlett, già dei Gong, e produttore di altri gruppi della DinDisc come Martha and the Muffins e The Revillos. "Messages" sarà il primo singolo del gruppo ad entrare in classifica in Gran Bretagna, arrivando alla posizione no.13, e permetterà al gruppo di apparire nelle trasmissioni televisive più importanti quali Top of the Pops e The Old Grey Whistle Test.
Nell'estate del 1980 la band continua con i live, fra cui un concerto registrato dal canale TV ITV al Nottingham Playhouse il 28 luglio, trasmesso ad aprile del 1981, e pubblicato ufficialmente nel 2015. Il concerto dimostra un nuovo 'look' per il gruppo che si presenta sul palco in camicia e cravatta e con i capelli tagliati. In questo ed in un'altra performance per il film Urgh! A Music War viene eseguito il brano ancora inedito "Enola Gay".

### Il successo internazionale
Alla fine di settembre del 1980 esce il nuovo singolo "Enola Gay", sempre prodotto da Howlett. È il brano che porterà gli Orchestral Manoeuvres in the Dark (ora conosciuti anche con l'acronimo OMD) al successo internazionale raggiungendo anche il primo posto in classifica in Italia nel 1981. A solo otto mesi dal debutto eponimo esce il nuovo album Organisation per la Dindisc. Fuori dai loro studi il gruppo, ora formato da McCluskey e Humphreys con la collaborazione fissa di Holmes, presenta un album più maturo rispetto al primo con suoni più cupi e melancolici, un mood che incontra i gusti del pubblico all'epoca che farà piazzare l'album al no. 6 in classifica nella prima settimana dopo l'uscita. Seguirà un altro lungo tour promozionale per la nuova formazione a quattro, che con Martin Cooper costituirà la formazione "classica" del gruppo.
Uscito nell'agosto del 1981, il nuovo singolo "Souvenir" non delude, arrivando al no. 3 in classifica in Gran Bretagna. Un altro singolo "Joan of Arc" esce ad ottobre e serve da apripista al nuovo e tanto atteso album Architecture and Morality, che arriverà a vendere più di 4 milioni di copie. Il tour promozionale, che durerà fino a marzo del 1982, porterà gli OMD in tutta Europa, comprese tre date in Italia, e di nuovo negli Stati Uniti e in Canada. Il terzo singolo "Maid of Orleans" pubblicato all'inizio del 1982, diventa un successo in tutta Europa, ed è il singolo più venduto in Germania nel 1982.

### DaDazzle Shipsallo scioglimento
Dopo un lungo tour all'inizio del 1982 che porterà il gruppo in Canada e negli Stati Uniti, gli OMD si ritirano di nuovo per scrivere e registrare un nuovo album. Ancora sorpresi dal successo commerciale dell'ultima fatica Architecture and Morality, si ritirano di nuovo negli studi de The Grampohone Suite, ora attrezzati con la nuova tecnologia nella musica elettronica, come per esempio il campionatore Emulator o la Oberheim OBX ma anche il noto giocattolo "Speak And Spell" della Texas Instruments. Queste nuove tecnologie permisero alla band di portare le sperimentazioni musicali dei primi anni su un altro livello, nella speranza di renderle più commerciali. L'album che ne risultò, Dazzle Ships, fu un mix di canzoni e brani fatti di suoni campionati e sperimentazioni sonore ma senza tralasciare le melodie orecchiabili dei primi successi. Tuttavia l'album sarà di un flop commerciale che ai tre milioni di copie del suo predecessore ne oppone a malapena trecentomila. Sebbene Dazzle Ships sia il soggetto di una rivalutazione positiva in occasione del suo 25º anniversario, all'epoca rimase in classifica per solo otto settimane (rispetto alle ventiquattro del suo predecessore) e il secondo singolo "Telegraph" non toccò memmeno la Top 40 in Gran Bretagna.
Reduci dell'insuccesso il gruppo si affretta a scrivere nuovo materiale più commerciale senza però tradire troppo la filosofia di base, buona musica pop che tratta temi come la tecnologia o i rapporti umani amorosi senza cadere nella melensaggine. Una serie di date live viene messa insieme già nel settembre del 1983 per testare alcuni brani nuovi, la maggior parte dei quali verranno poi pubblicati su Junk Culture nella primavera del 1984. Il nuovo album riesce ad equilibrare sperimentazioni e commerciabilità, e con un nuovo sound più gradito al grande pubblico gli OMD tornano di nuovo in classifica con la fortunata trilogia di singoli Locomotion, Talking Loud and Clear e Tesla Girls. Una riedizione deluxe di Junk Culture del 2015 raccoglie l'album originale con tutti i brani annessi dell'epoca.
Nonostante un successo rinnovato in patria e in Europa, il successo americano sfugge ancora alla band in un mercato sempre più competitivo e rivolto verso il pubblico d'oltreoceano. L'album del 1985 Crush è un tentativo di raggiungere tale mercato, centrando l'obiettivo in parte con il singolo di apertura So In Love che raggiunge il 26º posto nelle classifiche Billboard. Tuttavia, nonostante un nuovo sound più commerciale, raggiunto con l'ausilio del produttore americano Stephen Hague, l'album non riesce a sfondare in USA. Anche il successo in patria è alquanto modesto sia per l'album che per i singoli. Il nuovo stile però piace allo sceneggiatore americano John Hughes, il quale chiede alla band di scrivere un brano per la colonna sonora della sua nuova commedia "Pretty In Pink (Bella in rosa). Il risultato, If You Leave, fu scritto e realizzato in ventiquattro ore e divenne il più grande successo del gruppo negli Stati Uniti raggiungendo il 4º posto nelle classifiche Billboard a maggio del 1986.
Pochi mesi dopo esce il nuovo album degli OMD The Pacific Age, preceduto dal singolo (Forever) Live and Die. Quest'ultimo gode di un buon successo sia in Gran Bretagna (n. 11 in classifica) che negli USA (n. 19) ma l'album, prodotto sempre insieme a Stephen Hague, delude e ha vita commerciale breve. Sarà l'ultimo registrato dalla band nella formazione classica negli anni ottanta, con l'ulteriore aggiunta di Graham e Neil Weir, già collaboratori ai fiati dai tempi di Junk Culture.
Un ultimo singolo, Dreaming, è l'inedito incluso nella prima compilation della band The Best of OMD, pubblicata nel 1988, che sembra chiudere questa fase della carriera. Dopo un ultimo tour negli Stati Uniti nel 1988 come supporter ai Depeche Mode, il gruppo degli Orchestral Manoeuvres in the Dark si scioglie, il nome rimanendo al solo Andy McCluskey.

### Anni novanta
Dopo lo scioglimento del gruppo, Paul Humphreys con Martin Cooper e Malcolm Homes formano un nuovo gruppo, The Listening Pool, che arriverà a pubblicare un unico album Still Life nel 1994. Nel mentre Andy McCluskey torna sulla scena musicale sotto il nome degli OMD nel 1991 con il singolo di successo "Sailing on the Seven Seas" (no. 3 in classifica UK) l'album Sugar Tax (22 settimane nella Top 40). Per la scrittura dell'album, McCluskey ha collaborato con Stuart Kershaw e Lloyd Massett, anch'essi nativi di Liverpool. L'album successivo, Liberator del 1993, riscuote meno successo, e ancor meno Universal del 1996, in cui McCluskey sperimenta con diversi stili musicali.
Un rinnovato interesse nella musica degli OMD viene con la pubblicazione di una nuova raccolta The OMD Singles nel 1998, dando vita anche a diversi remix dei successi degli anni ottanta, in particolare Enola Gay remixato da Sash!. Tuttavia dopo la delusione di Universal anche McCluskey rinuncia agli OMD, preferendo seguire altri progetti come la formazione del gruppo vocale femminile Atomic Kitten nel 1999, per il quale egli e Stuart Kershaw scriveranno diversi brani fra cui "Right Now", "See Ya" e "Whole Again", quest'ultimo numero 1 nel 2001.
Nel frattempo Paul Humphreys comincia a collaborare con Claudia Brücken, ex-Propaganda, con cui egli aveva una relazione. La coppia ha pubblicato un album intitolato Instead sotto il nome di OneTwo nel 2006.

## Discografia (parziale)

### Album in studio
- 1980 - Orchestral Manoeuvres in the Dark
- 1980 - Organisation
- 1981 - Architecture & Morality
- 1983 - Dazzle Ships
- 1984 - Junk Culture
- 1985 - Crush
- 1986 - The Pacific Age
- 1991 - Sugar Tax
- 1993 - Liberator
- 1996 - Universal
- 2010 - History of Modern
- 2013 - English Electric
- 2017 - The Punishment of Luxury
- 2023 - Bauhaus Staircase

### Album dal vivo
- 2008 - OMD Live: Architecture & Morality & More
- 2015 - Dazzle Ships (Live at the Museum of Liverpool)
- 2016 - Architecture & Morality - Dazzle Ships - Live at the Royal Albert Hall

### Raccolte
- 1988 - The Best of OMD
- 1998 - The OMD Singles
- 2000 - Peel Sessions (1979-1983)
- 2001 - Navigation: The OMD B-Sides
- 2003 - The OMD Singles
- 2008 - Messages – Greatest Hits 30 Years in Sight & Sound
- 2019 - Souvenir'

## Videografia

### Home video
- 2007 - Souvenir
- 2008 - Architecture & Morality & More
- 2009 - Electricity: OMD with the Royal Liverpool Philharmonic Orchestra